# Anna Diop

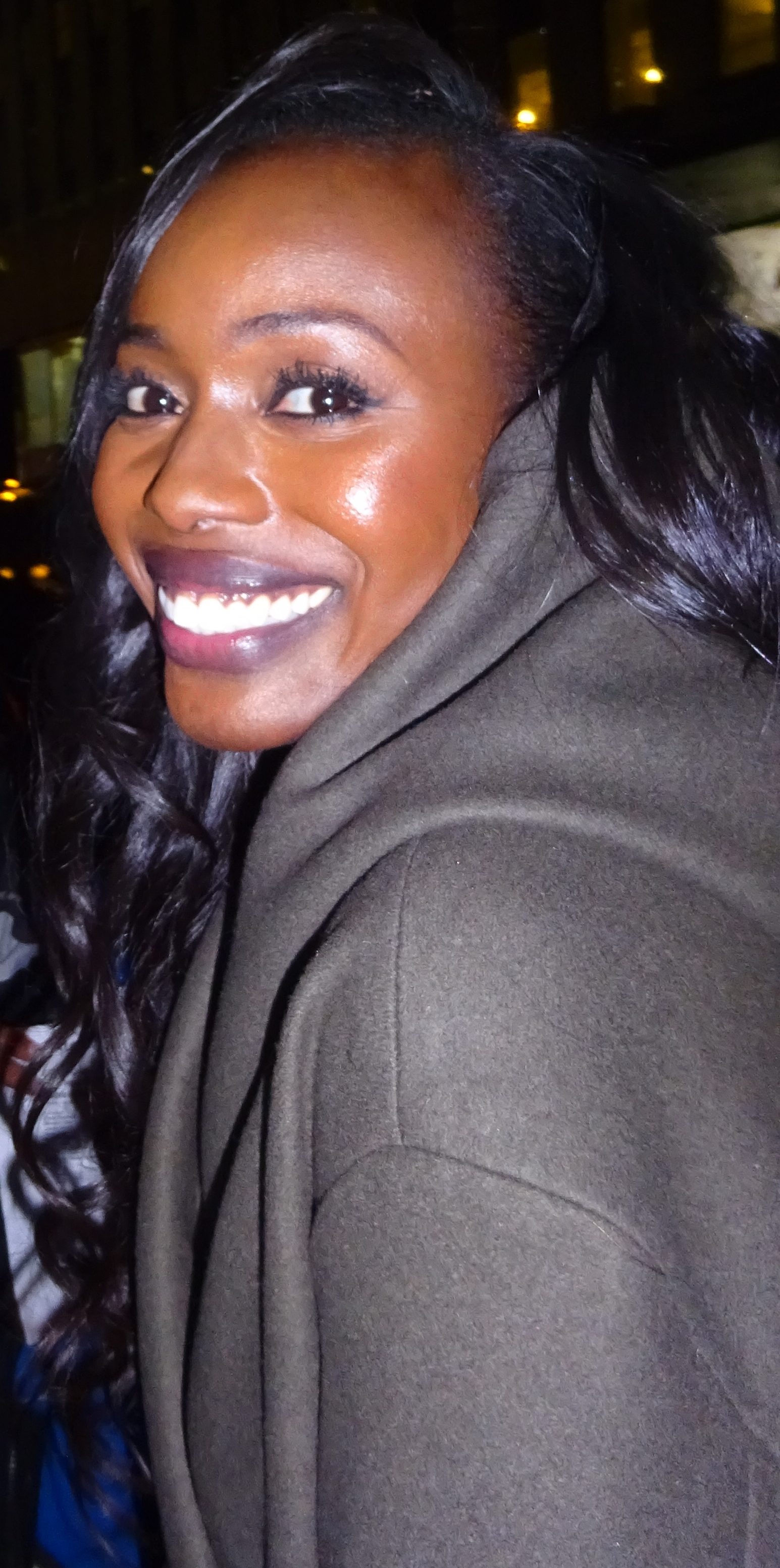
Anna Diop (2016)

Anna Diop (* 6. Februar 1988 in Dakar, Senegal) ist eine senegalesisch-US-amerikanische Schauspielerin.

## Leben und Karriere
Anna Diop wurde in der Hauptstadt des Senegal geboren, bevor sie im Alter von sechs Jahren mit ihren Eltern in die USA zog. Sie ließen sich in der Stadt Houston nieder. Nachdem sie mit 16 einen Sommer in New York verbracht hatte, um der Schauspielerei eine Chance zu geben, ermutigte sie dort ein Schauspielagent, den Weg nach Los Angeles zu wagen, wo sie anschließend mit ihrer Mutter hinzog. 2006 war sie dann erstmals in einer Schauspielrolle vor der Kamera zu sehen, nachdem sie in der Sitcom Alle hassen Chris als Diedra eine kleine Rolle übernommen hatte. Es folgten Gastauftritte in Lincoln Heights, Southland und Touch. 2013 spielte sie im Thriller The Moment eine kleine Rolle.
2015 übernahm Diop als Rose Arvale eine der Hauptrollen der kurzlebigen Serie The Messengers. Auch in Quantico und Greenleaf war sie wiederkehrend zu sehen, bevor sie von 2016 bis 2017 als Nicole Carter zur Besetzung von 24: Legacy gehörte. 2016 war sie als Becca im Film Message from the King zu sehen.
2018 spielte Diop die Rolle der Desiree Zealy in der Serie Bosch und übernahm außerdem als Kory Anders / Starfire eine Hauptrolle in Titans. 2019 war sie in Jordan Peeles Horrorthriller Wir zu sehen. Neben ihrer Arbeit als Schauspielerin setzt sie sich für eine Vielzahl wohltätiger Projekte ein, unter anderem unterstützt sie eine Initiative, die sich um den Erhalt von Bibliotheken sehbehinderter Kinder in Kenia engagiert und Organisationen, die jungen Afrikanern den Zugang zu kulturellen Medien erleichtern sollen.

## Filmografie (Auswahl)
- 2006–2007: Alle hassen Chris (Everybody Hates Chris, Fernsehserie, 4 Episoden)
- 2007: Lincoln Heights (Fernsehserie, Episode 1x02)
- 2011: Whitney (Fernsehserie, Episode 1x02)
- 2012: Southland (Fernsehserie, Episode 4x01)
- 2013: Touch (Fernsehserie, Episode 2x04)
- 2013: The Moment
- 2013: Mingle (Fernsehfilm)
- 2015: The Messengers (Fernsehserie, 13 Episoden)
- 2016: Quantico (Fernsehserie, 2 Episoden)
- 2016: Greenleaf (Fernsehserie, 9 Episoden)
- 2016: Message from the King
- 2016–2017: 24: Legacy (Fernsehserie, 12 Episoden)
- 2017: The Keeping Hours
- 2018: Bosch (Fernsehserie, 6 Episoden)
- 2018–2023: Titans (Fernsehserie, 42 Episoden)
- 2019: Wir (Us)
- 2021: Something About Her
- 2022: Nanny
- 2023: The Book of Clarence